# ベン・ゾブリスト
ベンジャミン・トーマス・ゾブリスト（Benjamin Thomas Zobrist, 1981年5月26日 - ）は、アメリカ合衆国イリノイ州ユーレカ出身のプロ野球選手（ユーティリティープレイヤー）。右投両打。現在はフリーエージェント。ニックネームはZorilla（ゾリラ）。

## 経歴

### プロ入りとアストロズ傘下時代
2004年のMLBドラフト6巡目（全体184位）でヒューストン・アストロズから指名され、6月16日に契約。この年は傘下のA-級トリシティ・バレーキャッツでプロデビューし、68試合に出場して打率.339・4本塁打・45打点・15盗塁だった。
2005年はA級レキシントン・レジェンズで開幕を迎え、68試合に出場。打率.304・2本塁打・32打点・16盗塁と好成績を残し、6月にA+級セイラム・アバランチへ昇格。A+級セイラムでも好調をキープし、42試合の出場で、打率.333・3本塁打・13打点・2盗塁だった。
2006年はAA級コーパスクリスティ・フックスで83試合に出場し、打率.327・3本塁打・30打点・9盗塁だった。

### レイズ時代

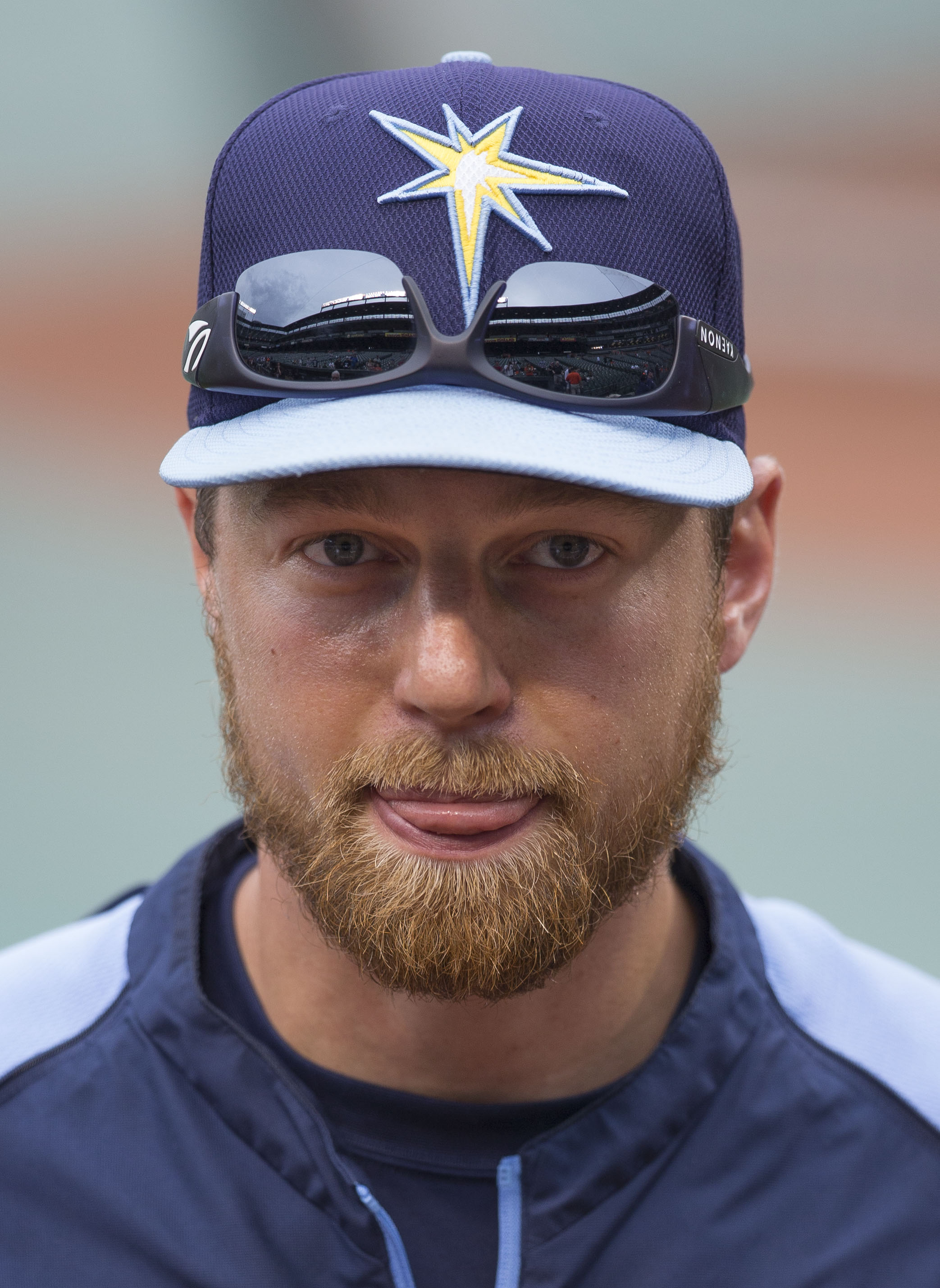
レイズ時代(2014年4月)

2006年7月12日にオーブリー・ハフとのトレードで、ミッチ・タルボットと共にタンパベイ・デビルレイズへ移籍した。7月31日にデビルレイズとメジャー契約を結び、8月1日のデトロイト・タイガース戦でメジャーデビュー。9番・遊撃として先発起用され、4打数無安打1三振だった。昇格後は正遊撃手のフリオ・ルーゴがロサンゼルス・ドジャースへ移籍したこともあり、遊撃のポジションを獲得。52試合に出場し、打率.224・2本塁打・18打点・2盗塁だった。
2007年は正遊撃手として開幕を迎えたものの、19試合の出場で打率.159と振るわず、5月11日にAAA級ダーラム・ブルズへ降格。7月29日に内野手のタイ・ウィギントンがトレードでアストロズへ移籍したため、代役としてメジャーへ昇格。昇格後も打率は1割台だったが、先発に固定され12試合に出場。しかし8月18日のクリーブランド・インディアンス戦で右脇腹を痛め、試合途中で交代し、8月19日に15日間の故障者リスト入りした。9月10日に60日間の故障者リストへ異動し、そのままシーズンを終えた。この年は31試合の出場にとどまり、打率.155・1本塁打・9打点・2盗塁だった。
2008年は序盤にマイナー落ちも経験したが、次第にメインの遊撃以外にも二塁や三塁、外野も守れる万能ぶりを発揮し、主力選手の故障の穴を埋める活躍。打撃面でもメジャーで初の二桁本塁打となる12本をマークするなど、長打力が開眼して自己最高の成績を残した。
2009年5月に左ひざを負傷した岩村明憲の代わって二塁手のレギュラーに定着。自己最多となる152試合に出場し、打率.297・本塁打27・打点91・盗塁17、OPS.948の成績を残すなど、オールスターに選出されるほど急成長した。
2010年3月3日にレイズと1年契約に合意。開幕後の4月23日にレイズと総額1800万ドルの3年契約（2014年・700万ドル、2015年・750万ドルの球団オプション付き）を結んだ。この年は前年と比較すると、全体的に数字が低下したシーズンとなった。打率は.297から.238に低下し、本塁打も約3分の1となる10本にとどまった。しかし、四球は2009年に記録した91を1つだけ更新し、自己記録を92とするなど、安定した選球眼は引き続き発揮した。一方、守備・走塁面では、前年よりも大幅な向上が見られた。前年比+7となる24盗塁を決めた一方、盗塁死は2009年の半分となる3つに抑え、成功率90%をマークした。また、守備面では遊撃を除く内野全ポジションと外野全てで守備に就き、トータルの失策数を7から4に減らした。
2011年は2009年ほどではなかったが、打撃において好成績を残した。本塁打は2年ぶりに20本に到達し、自己最多タイの46二塁打、91打点を記録した。この年は二塁手で138試合、右翼手で38試合、指名打者で3試合に出場した。
2012年はリーグ2位の97四球を選び、2年連続で20本塁打を放った。3年ぶりに遊撃を守り、後半戦を中心に47試合で遊撃守備についた。
2013年開幕前の2月27日に第3回ワールド・ベースボール・クラシック(WBC)のアメリカ合衆国代表に選出された。
シーズンでは、前年オフに遊撃手のユネル・エスコバーが加入したため、開幕後は二塁と右翼を兼任していたが、同じ二塁を守っていたライアン・ロバーツの不調もあり、6月からは二塁に固定された。前半戦91試合で、打率.260・6本塁打・48打点・6盗塁を記録し、4年ぶり2回目となるオールスターに選出された。この年は157試合に出場し、打率.275・12本塁打・71打点・11盗塁だった。オフの11月2日にレイズが700万ドルの球団オプションを行使した。
2014年は開幕から正二塁手として起用されていたが、5月14日のシカゴ・ホワイトソックス戦で二塁へ盗塁した際、ヘッドスライディングで左手親指を地面に引っかけ負傷し、5月15日に15日間の故障者リスト入りした。5月30日に復帰。6月下旬からはエスコバーが故障で離脱したため遊撃に復帰。7月中旬にエスコバーが復帰したが、右翼手であるウィル・マイヤーズや左翼手のジェリー・サンズとデビッド・デヘスースが故障で離脱したため、二塁と外野を兼任することとなった。この年は146試合に出場し、打率.272・10本塁打・52打点・10盗塁だった。オフの10月31日にレイズが750万ドルの球団オプションを行使した。また11月7日に日米野球2014のMLB選抜に選出された。

### アスレチックス時代
2015年1月10日にジョン・ジェイソ、ダニエル・ロバートソン、ブーグ・パウエルとのトレードで、ユネル・エスコバーと共にオークランド・アスレチックスへ移籍した。アスレチックスでは67試合に出場し、打率.268・6本塁打・33打点・1盗塁という成績を残した。

### ロイヤルズ時代
2015年7月28日にアーロン・ブルックス、ショーン・マネイアとのトレードで、カンザスシティ・ロイヤルズへ移籍した。ロイヤルズ加入後はやや調子を上げ、59試合の出場で打率.284・7本塁打・23打点という成績を残した。2チーム計では126試合に出場して規定打席に到達し、打率.276・13本塁打・56打点という成績を記録。本塁打は8年連続で二桁以上となったが、盗塁は3に終わり、連続2ケタ記録は6年で途切れた。またセカンドの守備は自己ワーストのDRS - 7、次に守る機会の多かったレフトでも同じくワーストのDRS - 5と守備力に陰りが見られた。同年11月2日にFAとなった。

### カブス時代

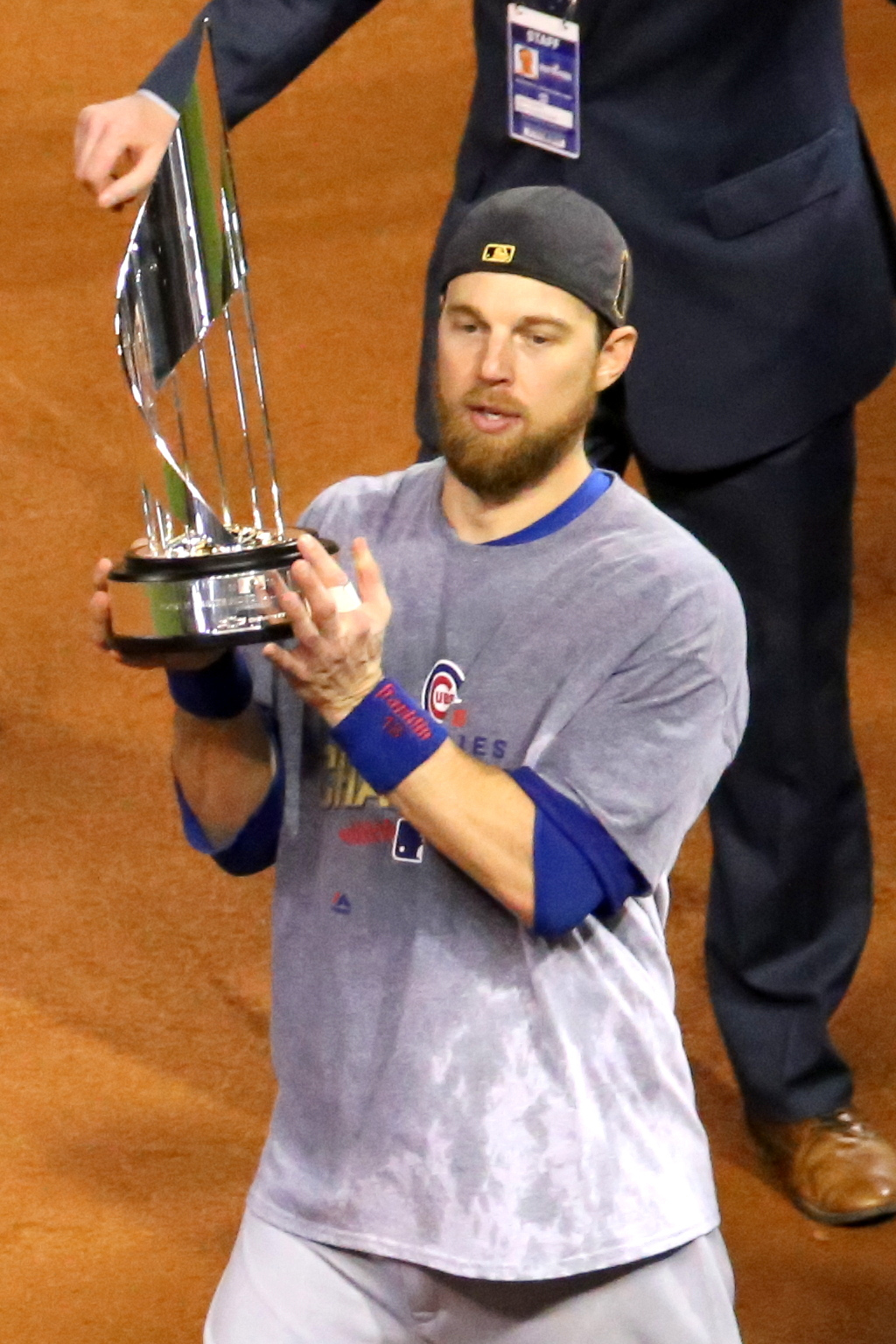
ワールドシリーズMVPのトロフィーを掲げるゾブリスト(2016年11月3日)

2015年12月8日、シカゴ・カブスと4年総額5,600万ドルの契約を結んだ。
2016年も開幕から安定した成績を残した。オールスターファン投票では好調のチームの人気もあって、前半戦首位打者のダニエル・マーフィーをかわして3回目の選出となった。シーズン後半は4番に定着し、最終的に147試合に出場して打率.272・18本塁打・76打点・OPS.831を記録。96四球に対して82三振に留めるなど、卓越した選球眼は今季も健在だった。
108年ぶりの優勝となったワールドシリーズでは最終戦の決勝タイムリーを放ったこともあり、シリーズMVPとなった。
2017年は開幕から調子が上がらず、特に6月は怪我の影響もあって月間打率が.132に沈むなど前半戦は打率.219と不振に陥った。後半戦はやや調子を戻したものの、トータルでは打率、出塁率、長打率はレギュラー定着後ワーストの成績だった。特に、元々得意としている対左投手の対戦成績が打率.179と苦しんだ。
2018年は不振だった前年から巻き返し打率.305と自身初の3割を記録した。また、8月14日のサンフランシスコ・ジャイアンツ戦で初の退場処分を受けた。
2019年5月7日、家庭の事情により制限リスト(Restricted List)に入った。9月1日のミルウォーキー・ブルワーズ戦で復帰。同29日のセントルイス・カージナルス戦、0-9の9回表にキャリア初登板を経験した。1回無失点に抑え、ヤディアー・モリーナから三振を奪った。オフにFAとなった。
2020年2月15日、今シーズンはプレーしない意向を表明した。

## プレースタイル
「史上最高の万能選手」ともいわれる。2009年から2012年にかけての4年間の総合指標WARは「Baseball Reference」版では26.6で全野手中トップ、「Fangraphs Baseball」版では25.1でミゲル・カブレラ、アルバート・プホルスに次ぐ3位だった。

## 詳細情報

### 年度別打撃成績
| 年 度     | 球 団     | 試 合 | 打 席 | 打 数 | 得 点 | 安 打 | 二 塁 打 | 三 塁 打 | 本 塁 打 | 塁 打 | 打 点 | 盗 塁 | 盗 塁 死 | 犠 打 | 犠 飛 | 四 球 | 敬 遠 | 死 球 | 三 振 | 併 殺 打 | 打 率 | 出 塁 率 | 長 打 率 | O P S |
| --------- | --------- | ----- | ----- | ----- | ----- | ----- | -------- | -------- | -------- | ----- | ----- | ----- | -------- | ----- | ----- | ----- | ----- | ----- | ----- | -------- | ----- | -------- | -------- | ----- |
| 2006      | TB        | 52    | 198   | 183   | 10    | 41    | 6        | 2        | 2        | 57    | 18    | 2     | 3        | 2     | 3     | 10    | 1     | 0     | 26    | 2        | .224  | .260     | .311     | .572  |
| 2007      | TB        | 31    | 105   | 97    | 8     | 15    | 2        | 0        | 1        | 20    | 9     | 2     | 0        | 2     | 2     | 3     | 0     | 1     | 21    | 1        | .155  | .184     | .206     | .391  |
| 2008      | TB        | 62    | 227   | 198   | 32    | 50    | 10       | 2        | 12       | 100   | 30    | 3     | 0        | 0     | 2     | 25    | 1     | 2     | 37    | 4        | .253  | .339     | .505     | .844  |
| 2009      | TB        | 152   | 599   | 501   | 91    | 149   | 28       | 7        | 27       | 272   | 91    | 17    | 6        | 1     | 4     | 91    | 4     | 2     | 104   | 7        | .297  | .405     | .543     | .948  |
| 2010      | TB        | 151   | 655   | 541   | 77    | 129   | 28       | 2        | 10       | 191   | 75    | 24    | 3        | 7     | 12    | 92    | 1     | 3     | 107   | 10       | .238  | .346     | .353     | .699  |
| 2011      | TB        | 156   | 674   | 588   | 99    | 158   | 46       | 6        | 20       | 276   | 91    | 19    | 6        | 2     | 5     | 77    | 1     | 2     | 128   | 9        | .269  | .353     | .469     | .822  |
| 2012      | TB        | 157   | 668   | 560   | 88    | 151   | 39       | 7        | 20       | 264   | 74    | 14    | 9        | 2     | 6     | 97    | 7     | 3     | 103   | 13       | .270  | .377     | .471     | .848  |
| 2013      | TB        | 157   | 698   | 612   | 77    | 168   | 36       | 3        | 12       | 246   | 71    | 11    | 3        | 1     | 6     | 72    | 4     | 7     | 91    | 18       | .275  | .354     | .402     | .756  |
| 2014      | TB        | 146   | 654   | 570   | 83    | 155   | 34       | 3        | 10       | 225   | 52    | 10    | 5        | 2     | 6     | 75    | 4     | 1     | 84    | 8        | .272  | .354     | .395     | .749  |
| 2015      | OAK       | 67    | 271   | 235   | 39    | 63    | 20       | 2        | 6        | 105   | 33    | 1     | 1        | 0     | 3     | 33    | 2     | 0     | 26    | 5        | .268  | .354     | .447     | .801  |
| 2015      | KC        | 59    | 264   | 232   | 37    | 66    | 16       | 1        | 7        | 105   | 23    | 2     | 3        | 0     | 2     | 29    | 1     | 1     | 30    | 3        | .284  | .364     | .453     | .816  |
| '15計     | KC        | 126   | 535   | 467   | 76    | 129   | 36       | 3        | 13       | 210   | 56    | 3     | 4        | 0     | 5     | 62    | 3     | 1     | 56    | 8        | .276  | .359     | .450     | .809  |
| 2016      | CHC       | 147   | 631   | 523   | 94    | 142   | 31       | 3        | 18       | 233   | 76    | 6     | 4        | 4     | 4     | 96    | 6     | 4     | 82    | 17       | .272  | .386     | .446     | .831  |
| 2017      | CHC       | 128   | 496   | 435   | 58    | 101   | 20       | 3        | 12       | 163   | 50    | 2     | 2        | 2     | 3     | 54    | 2     | 2     | 71    | 13       | .232  | .318     | .375     | .693  |
| 2018      | CHC       | 139   | 520   | 455   | 67    | 139   | 28       | 3        | 9        | 200   | 58    | 3     | 4        | 1     | 7     | 55    | 1     | 2     | 60    | 8        | .305  | .378     | .440     | .817  |
| 2019      | CHC       | 47    | 176   | 150   | 24    | 39    | 5        | 0        | 1        | 47    | 17    | 0     | 0        | 0     | 2     | 23    | 0     | 1     | 24    | 6        | .260  | .358     | .313     | .671  |
| MLB：14年 | MLB：14年 | 1651  | 6836  | 5880  | 884   | 1566  | 349      | 44       | 167      | 2504  | 768   | 116   | 49       | 26    | 67    | 832   | 35    | 31    | 994   | 124      | .266  | .357     | .426     | .783  |

- 2019年度シーズン終了時
- 各年度の太字はリーグ最高

### 表彰
- ワールドシリーズ最優秀選手：1回（2016年）

### 記録
- オールスター選出：3回（2009年、2013年、2016年）

### 背番号
- 18 (2006年 - )

### 代表歴
- 2013 ワールド・ベースボール・クラシック・アメリカ合衆国代表